# 国民統一党 (北キプロス)
国民統一党（こくみんとういつとう）は、北キプロス・トルコ共和国の政党。

## 党名
トルコ語名はUlusal Birlik Partisi。略称UBT。

## 来歴
1975年10月11日、キプロスにおけるトルコ系住民の指導者ラウフ・デンクタシュによって設立された。
結党から2003年の選挙まで、1994年から1996年までの期間を除いて政権を握っていた。
2009年に行われた北キプロス下院議員選挙では、50議席中26議席を獲得し、国民投票で44％を獲得し、過半数の政府を形成した。その候補者であるデルヴィシュ・エロール元首相は、北キプロス大統領選挙（2005年4月17日）で22.8％の票を獲得した。
2016年から2018年初頭の選挙までは、民主党との少数与党政権の上級パートナーであり、党首のフセイン・オズグルグンが首相を務めた。それ以前は共和トルコ党との連立政権のジュニアパートナーであり、2013年から2015年まで野党として活動していた。
2020年10月の大統領選挙にて党首のエルシン・タタール首相が現職を破り当選。エロール以来5年ぶりに大統領府を奪還した。

## 歴代党首
- ラウフ・デンクタシュ (1975年10月11日 - 1976年7月3日)
- ネジャト・コヌーク (1976年7月3日 - 1978年3月2日)
- オスマン・オレク (1978年4月18日 - 1979年1月7日)
- ムスタファ・チャアタイ  (1979年1月7日 - 1983年11月30日)
- デルヴィシュ・エロール (1983年12月18日 - 2006年2月11日)
- フセイン・オズグルグン   (2006年2月11日 - 2006年12月16日)
- タフシン・エルトゥールロール（英語版） (2006年12月16日 - 2008年11月29日)
- デルヴィシュ・エロール (2008年11月29日 - 2010年4月23日)
- イルセン・キュチュク (2010年5月9日 - 2013年6月11日)
- フセイン・オズグルグン (2013年8月31日 - 2018年10月30日)
- エルシン・タタール (2018年10月30日 - 2020年10月23日)
- ハムザ・エルサン・サナー（トルコ語版） (2020年10月23日（同30日まで代行） - 2021年10月31日)
- ファイズ・スジュオール（トルコ語版） (2021年10月31日 - 2023年1月1日)
- ユナル・ユステル (2023年1月1日 - )